# Clusia mayana
Clusia mayana är en tvåhjärtbladig växtart som beskrevs av C.L. Lundell. Clusia mayana ingår i släktet Clusia och familjen Clusiaceae. Inga underarter finns listade i Catalogue of Life.